# Международный год зернобобовых
Международный год зернобобовых был организован в соответствии с принятой на 68-й сессии Генеральной Ассамблеи ООН резолюцией A/RES/68/231. Проведение международного года зернобобовых инициировано "с целью повышения осведомленности общественности о питательной ценности  зернобобовых культур в рамках устойчивого производства продовольствия, направленного на обеспечение продовольственной безопасности и питания". Проведение года зернобобовых культур должно привести к повышению доли белков, получаемых из зернобобовых , совершенствованию севооборота зернобобовых культур, увеличению их мирового производства.
Международный год зернобобовых стартовал 10 ноября 2015 года. О начале международного года зернобобовых было официально объявлено в Риме в штаб-квартире Продовольственной и сельскохозяйственной организации ООН (ФАО). 
Генеральный директор ФАО Жозе Грациану да Силва провозгласил начало Международного года зернобобовых, посадив в горшок несколько зерен фавы (конского боба). 
В своей речи глава ФАО заявил, что зернобобовые могут внести значительный вклад в решение проблем голода, недоедания, экологических проблем в улучшение здоровья человека. Говоря о пользе гороха, фасоли и других зернобобовых было сказано, что они являются отличной и более дешёвой альтернативой животному белку и идеальным продуктом для улучшения рациона питания населения. При этом питательная ценность зернобобовых недооценивается. Зернобобовые превосходят злаковые по содержанию белка. Зернобобовые богаты микроэлементами, аминокислотами и витаминами группы B. Высокое содержание железа и цинка делает зернобобовые мощным инструментом борьбы с анемией. Зернобобовые культуры практически не содержат жиров, они богаты растворимой клетчаткой. Систематическое потребление зернобобовых способствует снижению уровня холестерина, нормализации пищеварения.